# Starîi Liubar, Liubar
Starîi Liubar (în ucraineană Старий Любар) este un sat în comuna Strîjivka din raionul Liubar, regiunea Jîtomîr, Ucraina.

## Demografie
Componența lingvistică a localității Starîi Liubar
     Ucraineană (97,71%)
     Rusă (2,05%)
     Alte limbi (0,24%)
Conform recensământului din 2001, majoritatea populației localității Starîi Liubar era vorbitoare de ucraineană (97,71%), existând în minoritate și vorbitori de rusă (2,05%).